# Typhonium russell-smithii
Typhonium russell-smithii är en kallaväxtart som beskrevs av Alistair Hay. Typhonium russell-smithii ingår i släktet Typhonium och familjen kallaväxter.
Artens utbredningsområde är Northern Territory, Australien. Inga underarter finns listade.